# Aleksandrinski
Aleksandrinski (en rus: Александринский) és un poble (un khútor) de l'óblast de Tula, a Rússia, segons el cens del 2010 tenia 349 habitants.